# Mosqitter
Mosqitter (укр. Москіттер, до квітня 2021 року SEMCS) — українська технологічна компанія, яка працює в галузі боротьби з комарами. Є винахідником та виробником екологічної пастки для комарів, що працює за принципом імітації живої людини.

## Міжнародні партнерства
- У квітні 2021 року заключено контракт з італійськими партнерами Beasy Srl[1].
- В грудні 2021 року Mosqitter вийшов на ринок Індії[2].

## Премії та відзнаки
- Січень 2020 — перемога в конкурсу від Tech UA для представлення України на CES-2020[3] в Лас-Вегасі. Грудень 2020 — перемога у конкурсі стартапів Sikorsky Challenge 2020.
- Грудень 2020 — грант у розмірі 50 тис. дол від Українського Фонду Стартапів.
- 2021 рік — перемога на інвестиційному саміті в SelectUSA[4], національний переможець в Україні премії Energy Globe Awards[5], перше місце в IT Arena Startup Competition 2021 у Львові. Членство в American Mosquito Control Association.
- В межах поїздки Ukraine Study tour у 2021 році до Кремнієвої долини та участі в Startup Grind на Ukraine and Friends Networking and Pitch Event залучили $8000. Отримали грант на Viva Technology[6].
- У грудні 2021 Mosqitter увійшов до 5 найпомітніших малих підприємців України за версією журналу «Новое Время»[7].
- На виставці Consumer Electronic Show-2022 продукт було визнано однією з 55 проривних технологій року та був представлений разом зі світовими технологічними гігантами серед найкращих виборів CES 2022 у категорії «Побутова техніка та засоби для прибирання»[8][6].

## Публікації
- Mosqitter's machine murders mosquitos with much mirth, січень 2022
- Українська пастка для комарів Mosqitter перемогла на інвестиційному конкурсі в США, 17 червня 2021
- «Наша система імітує дихання та тепло людини»: як українська Mosqitter створює пастку для комах і підкорює західні ринки, 3 Жовтня, 2022
- Щоденна невідомість і перегляд фінмоделі. Як справи в Mosqitter — українського стартапу для боротьби з комарами, 9 Серпня 2022
- Заробляти $6 млн у рік на боротьбі з комарами. Дві українки створили гаджет, який допоможе всьому світу позбутися сверблячих укусів, 21 жовтня 2021
- THIS SMART MOSQUITO ZAPPER USES SOLAR POWER AND TECH — NOT CHEMICALS, January 5, 2022
- Как украинский стартап борется с комарами по всему миру. Интервью с победителями IT Arena, жовтень 2021
- Порятунок від смертельних хвороб з інноваційним стартапом Mosqitter (smart eco-friendly), 2021
- U.S. Embassy Kyiv Ukraine, червень 2021